# (74157) 1998 QK96
(74157) 1998 QK96 – planetoida z pasa głównego asteroid okrążająca Słońce w ciągu 4,21 lat w średniej odległości 2,61 j.a. Odkryta 19 sierpnia 1998 roku.